# インサイド・ヘッド (シリーズ)
『インサイド・ヘッド』（Inside Out）は、ピート・ドクターとロニー・デル・カルメンによって製作されたアメリカのメディアフランチャイズである。
この物語は、ライリー・アンダーソンという少女の心の中で展開され、複数の擬人化された感情が彼女の思考や行動を管理している。このフランチャイズは、ピクサー・アニメーション・スタジオが制作し、親会社であるウォルト・ディズニー・スタジオ・モーション・ピクチャーズが配給している。2015年に同名の映画から始まり、続編として『インサイド・ヘッド2』（2024年）が続いた。フランチャイズには、短編映画、アニメシリーズ、いくつかのビデオゲーム、そして2つのテーマパークアトラクションも含まれている。

## 映画
| 作品                | 公開日        | 監督                                    | 脚本                                                 | 原案                                    | 製作               |
| ------------------- | ------------- | --------------------------------------- | ---------------------------------------------------- | --------------------------------------- | ------------------ |
| インサイド・ヘッド  | 2015年6月19日 | ピート・ドクター ロニー・デル・カルメン | ピート・ドクター メグ・レフォーヴ ジョシュ・クーリー | ピート・ドクター ロニー・デル・カルメン | ジョナス・リベラ   |
| インサイド・ヘッド2 | 2024年6月14日 | ケルシー・マン                          | メグ・レフォーヴ デイヴ・ホルスタイン                | ケルシー・マン メグ・レフォーヴ         | マーク・ニールセン |

### インサイド・ヘッド
『インサイド・ヘッド』は、家族の引っ越しに適応しようとする少女ライリーの心の中の動きを描いており、5つの擬人化された感情が彼女の思考や行動を管理している。
監督のピート・ドクターは、娘が成長するにつれて性格が変わっていく様子を観察したことから、2009年10月に『インサイド・ヘッド』のアイデアを思いついた。ドクターは、以前『ファインディング・ニモ』（2003年）や『カールじいさんの空飛ぶ家』（2009年）でストーリー・スーパーバイザーを務めたロニー・デル・カルメンを共同監督として招待し、デル・カルメンはこの役割を引き受けた。彼らは自身の個人的な歴史や経験から映画のインスピレーションを得るとともに、デル・カルメンの育った環境もインスピレーションの源となり、より正確に心の中を描写するために心理学者や神経科学者にも相談した。映画の主要キャラクターのキャスティングは2013年8月に行われ、製作には5年半を要した。「インサイド・ヘッド」は、2015年5月18日に第68回カンヌ国際映画祭で初公開され、6月19日にアメリカで公開された。

### インサイド・ヘッド2
『インサイド・ヘッド2』は、ティーンエイジャーになったライリーと「新たな擬人化された感情」を描いている。
『インサイド・ヘッド2』の製作は、2022年にD23 EXPOで初めて発表された。新監督ケルシー・マンが制作中に提案した、ドクターの「5から27の感情」というアイデアを取り入れ、「真実味のある」世界観の構築が目指されている。映画は2024年6月14日にアメリカで公開された。

## 短編映画

### ライリーの初デート?
『ライリーの初デート?』は、2015年11月3日に、最初の映画のBlu-rayリリースに合わせて公開され、ジョシュ・クーリーが監督兼脚本を務めた。
この短編は、2015年の映画『インサイド・ヘッド』の後の出来事を描いており、ライリーの両親とその感情が、ライリーがジョーダンという少年とデートに出かけるのではないかと疑う様子が描かれている。

## アニメシリーズ

### 『インサイド・ヘッド』の世界より:ライリーの夢の製作スタジオ
『『インサイド・ヘッド』の世界より:ライリーの夢の製作スタジオ』は『インサイド・ヘッド』に基づくストリーミングシリーズ。『ソウルフル・ワールド』の共同脚本家であるマイク・ジョーンズがシリーズを手掛けた。このシリーズは2024年12月11日にDisney+にて初公開された。

## ビデオゲーム

### インサイド・ヘッド メモリーボール
「インサイド・ヘッド メモリーボール」は、モバイル用の「パズルボブル」風のゲームで、2015年に一部のアプリケーションストアでリリースされた。

### ディズニー インフィニティ3.0
「ディズニー インフィニティ3.0」（2015年）には、感情たちをプレイアブルキャラクターとして使用できる『インサイド・ヘッド』のプラットフォーマータイプのプレイセットが含まれている。

### Disney クロッシーロード
「Disney クロッシーロード」は2016年にリリースされ、『インサイド・ヘッド』のキャラクターが登場する。

### ディズニー emojiマッチ
「ディズニー emojiマッチ」は2016年にリリースされ、『インサイド・ヘッド』の絵文字が含まれている。

### レゴ インクレディブル・ファミリー
ビンボンは「レゴ インクレディブル・ファミリー」でプレイアブルキャラクターとして登場する。

### ディズニー・ヒーローズ バトルモード
「ディズニー・ヒーローズ バトルモード」は2018年にリリースされ、『インサイド・ヘッド』のキャラクターが登場する。

### Disney ミラー・ウォリアーズ
ビデオゲーム「Disney ミラー・ウォリアーズ」には、プレイアブルキャラクターとして別バージョンの「イカリ」が登場する。

### ディズニー マジックキングダムズ
2023年6月に、世界構築ゲーム「ディズニー マジックキングダムズ」で、『インサイド・ヘッド』に基づく期間限定イベントのアップデートがリリースされた。このアップデートには、5つの感情がプレイアブルキャラクターとして登場するほか、感情の本部と「インサイド・アウト・エモーショナル・ワールウィンド」のアトラクションが含まれている。

### ディズニー スピードストーム
2024年6月13日、『インサイド・ヘッド2』の公開前日に、カートレーシングゲーム「ディズニー スピードストーム」は、『インサイド・ヘッド』に基づく第8シーズン「感情の旅」を開始した。このシーズンでは、ライリーの心を舞台にしたトラック環境が追加され、5つの元の感情に加えてシンパイとダリィがプレイアブルレーサーとして追加された。さらに、いくつかの『インサイド・ヘッド』のキャラクターがクルーメンバーとして追加され、ライリー・アンダーソンの異なる感情がそれぞれの感情のエピッククルーメンバーとなっている。

## キャストとキャラクター

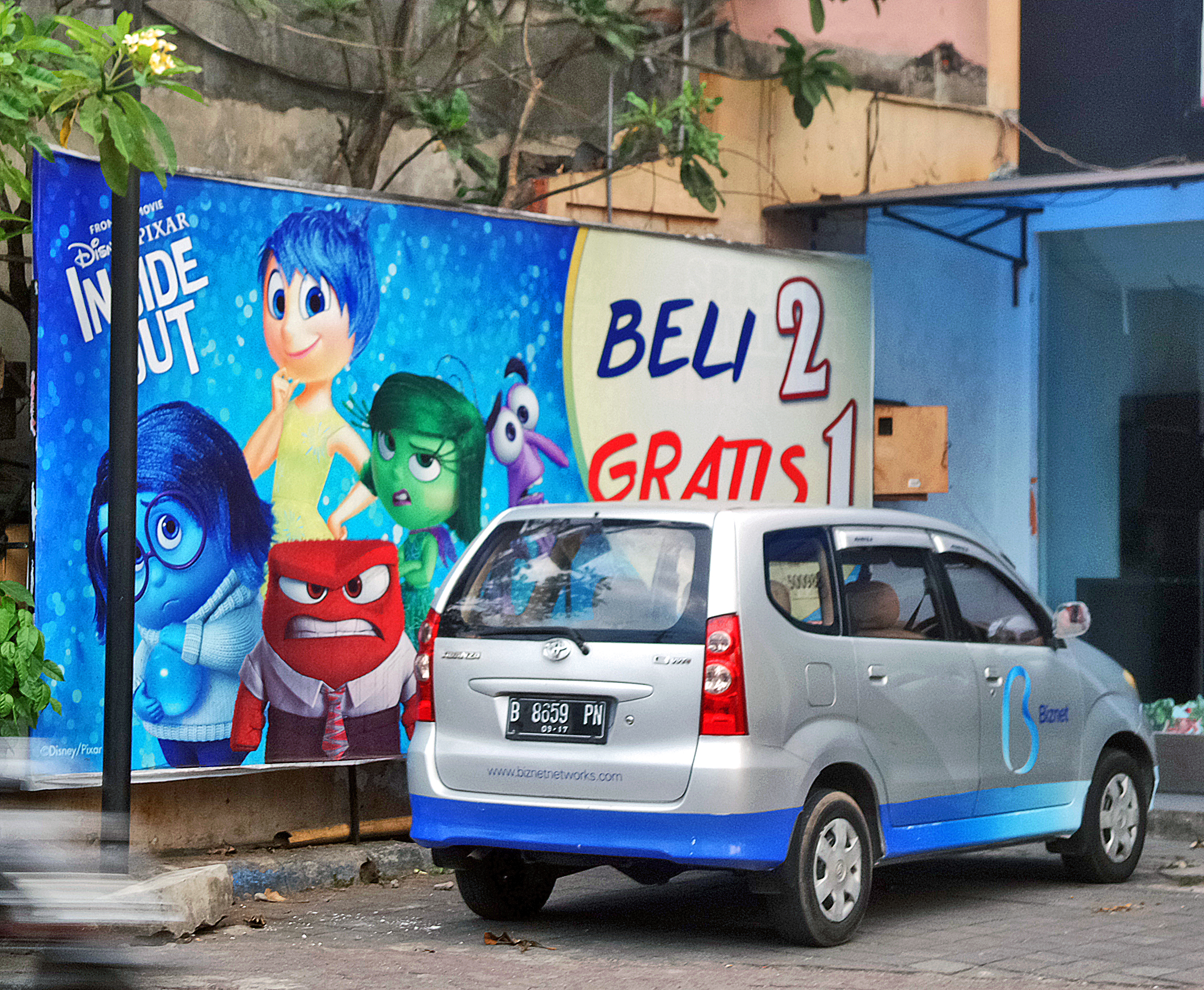
左から右へ：カナシミ（フィリス・スミス）、ヨロコビ（エイミー・ポーラー）、イカリ（ルイス・ブラック）、ムカムカ（第1作でミンディ・カリング、第2作でライザ・ラピラ）、ビビリ（第1作でビル・ヘイダー、第2作でトニー・ヘイル）

| キャラクター                         | 映画                       | 映画                                 | 短編映画             | コンピュータゲーム                |
| キャラクター                         | インサイド・ヘッド         | インサイド・ヘッド2                  | ライリーの初デート?  | インサイド・ヘッド メモリーボール |
| キャラクター                         | 2015年                     | 2024年                               | 2015年               | 2015年                            |
| ------------------------------------ | -------------------------- | ------------------------------------ | -------------------- | --------------------------------- |
| ヨロコビ                             | エイミー・ポーラー         | エイミー・ポーラー                   | エイミー・ポーラー   | ケイト・ヒギンズ                  |
| カナシミ                             | フィリス・スミス           | フィリス・スミス                     | フィリス・スミス     | フィリス・スミス                  |
| イカリ                               | ルイス・ブラック           | ルイス・ブラック                     | ルイス・ブラック     | ルイス・ブラック                  |
| ビビリ                               | ビル・ヘイダー             | トニー・ヘイル                       | ビル・ヘイダー       | ビル・ヘイダー                    |
| ムカムカ                             | ミンディ・カリング         | ライザ・ラピラ                       | ミンディ・カリング   | アシュリー・アドラー              |
| ライリー・アンダーソン               | ケイトリン・ディアス       | ケンジントン・トールマン             | ケイトリン・ディアス | 声を発さず出演                    |
| ジル・アンダーソン                   | ダイアン・レイン           | ダイアン・レイン                     | ダイアン・レイン     |                                   |
| ビル・アンダーソン                   | カイル・マクラクラン       | カイル・マクラクラン                 | カイル・マクラクラン |                                   |
| ビンボン                             | リチャード・カインド       | 声を発さず出演                       |                      | 声を発さず出演                    |
| ジャングルズ                         | ジョシュ・クーリー         |                                      |                      | ジョシュ・クーリー                |
| ジルのヨロコビ                       | シェリー・リン             | シェリー・リン                       | シェリー・リン       |                                   |
| ジルのムカムカ                       | シェリー・リン             | シェリー・リン                       | シェリー・リン       |                                   |
| ジルのカナシミ                       | ロリ・アラン               | ロリ・アラン                         | ロリ・アラン         |                                   |
| ジルのイカリ                         | ポーラ・ペル               | ポーラ・ペル                         | ポーラ・ペル         |                                   |
| ジルのビビリ                         | 声を発さず出演             | ラレイン・ニューマン                 | ラレイン・ニューマン |                                   |
| ビルのビビリ                         | カルロス・アラズラキ       | カルロス・アラズラキ                 | カルロス・アラズラキ |                                   |
| ビルのイカリ                         | ピート・ドクター           | ピート・ドクター                     | ピート・ドクター     |                                   |
| フリッツ                             | ジョン・ラッツェンバーガー | ジョン・ラッツェンバーガー           |                      |                                   |
| 記憶消しの男性                       | ボビー・モイニハン         | ボビー・モイニハン                   |                      |                                   |
| 記憶消しの女性                       | ポーラ・パウンドストーン   | ポーラ・パウンドストーン             |                      | 声を発さず出演                    |
| 雲の街の警官                         | フリー                     | フリー                               |                      |                                   |
| 潜在意識の守衛デイヴ                 | フランク・オズ             | フランク・オズ                       |                      |                                   |
| ジョーダン                           | 声を発さず出演             | 声を発さず出演                       | ベン・コックス       |                                   |
| シンパイ                             |                            | マヤ・ホーク                         |                      | マヤ・ホーク                      |
| イイナー                             |                            | アヨ・エデビリ                       |                      | アイオウ・エディバリー            |
| ハズカシ                             |                            | ポール・ウォルター・ハウザー         |                      | 声を発さず出演                    |
| ダリィ                               | シーン削除                 | アデル・エグザルホプロス             |                      | アデル・エグザルホプロス          |
| ヴァレンティナ・"ヴァル"・オルティス |                            | リリマー                             |                      |                                   |
| ブリー・ヤング                       |                            | スマイヤ・ヌリディン＝グリーン       |                      |                                   |
| グレイス・シェ                       |                            | グレース・ルー                       |                      |                                   |
| ブルーフィー                         |                            | ロン・ファンチズ                     |                      |                                   |
| ポーチー                             |                            | ジェームズ・オースティン・ジョンソン |                      |                                   |
| ロバーツコーチ                       |                            | イヴェット・ニコール・ブラウン       |                      |                                   |
| ランス・スラッシュブレード           |                            | ヨン・イェア                         |                      |                                   |
| ナツカシ                             |                            | ジューン・スキッブ                   |                      |                                   |
| クライヒミツ                         |                            | スティーヴ・パーセル                 |                      |                                   |

## スタッフ
| 作品                | 監督                                              | 脚本 | 製作               | エグゼクティブ・プロデューサー                       | 音楽                   | 編集                     |
| ------------------- | ------------------------------------------------- | --- | ------------------ | ---------------------------------------------------- | ---------------------- | ------------------------ |
| インサイド・ヘッド  | ピート・ドクター 共同監督：ロニー・デル・カルメン | 原案：ピート・ドクター ロニー・デル・カルメン 脚本：ピート・ドクター メグ・レフォーヴ ジョシュ・クーリー | ジョナス・リヴェラ | ジョン・ラセター アンドリュー・スタントン            | マイケル・ジアッチーノ | ケビン・ノルティング     |
| インサイド・ヘッド2 | ケルシー・マン                                    | 原案：ケルシー・マン メグ・レフォーヴ 脚本：メグ・レフォーヴ イヴ・ホルスタイン                          | マーク・ニールセン | ピート・ドクター ジョナス・リヴェラ ダン・スカンロン | アンドレア・ダッツマン | モーリッサ・ホルウィッツ |

## 評価

### 興行成績
1作目は2015年の世界興行収入第7位の映画で、歴代アニメ映画の興行収入ランキングでは第21位である。
2作目は2024年の最高興行収入映画で、歴代アニメ映画の興行収入ランキングで第2位、歴代映画の興行収入ランキングで第10位である。いくつかの記録を保持しており、ピクサー史上最高の世界デビュー、アニメ映画としては国内で3番目に高いオープニング記録、ピクサー史上最高の興行収入、アニメ映画としての国内最高興行収入を達成しており、後者2つは『インクレディブル・ファミリー』を超えた。2作目はわずか2週間で第1作を上回る成績を収めた。また、国際的な興行収入で10億ドルを超えた2番目のアニメ映画となった。
| 作品                | 公開日        | 興行成績             | 興行成績             | 興行成績              | 製作費         | 脚注          |
| 作品                | 公開日        | アメリカとカナダ     | その他の地域         | 全世界                | 製作費         | 脚注          |
| ------------------- | ------------- | -------------------- | -------------------- | --------------------- | -------------- | ------------- |
| インサイド・ヘッド  | 2015年6月19日 | 3億5,646万1,711ドル  | 5億0,183万2,719ドル  | 8億万5,829万4,430ドル | 1億7500万ドル  | [ 34 ]        |
| インサイド・ヘッド2 | 2024年6月14日 | 6億5,298万0,194ドル  | 10億4,588万3,622ドル | 16億9,886万3,816ドル  | 2億ドル        | [ 35 ] [ 36 ] |
| 合計                | 合計          | 10億0,944万1,905ドル | 15億4,771万6,341ドル | 25億5,715万8,246ドル  | 3億7,500万ドル |               |

### 批評家および観客の反応
| 作品                | 批評家                 | 批評家                | 観客        | 観客     |
| 作品                | Rotten Tomatoes        | Metacritic            | CinemaScore | PostTrak |
| ------------------- | ---------------------- | --------------------- | ----------- | -------- |
| インサイド・ヘッド  | 98%（381件のレビュー） | 94%（55件のレビュー） | A           | -        |
| インサイド・ヘッド2 | 90%（326件のレビュー） | 73%（59件のレビュー） | A           | -        |

### 受賞歴
1作目は、アカデミー長編アニメ映画賞、英国アカデミー賞 アニメ映画賞、クリティクス・チョイス・ムービー・アワード アニメ映画賞、そしてゴールデングローブ賞 アニメ映画賞を受賞した。

## テーマパークのアトラクション
「インサイド・アウト・エモーショナル・ワールウィンド」というスピナーライドは、2019年にディズニー・カリフォルニア・アドベンチャーでオープンした。「エモーションズ・アット・プレイ・ウィズ・ピクサーズ・インサイド・アウト」は、ピッツバーグ子ども博物館で2021年から開催されている展示で、1作目のシーンに基づいたアクティビティが含まれている。2022年7月には、ショップ「インサイド・アウト ジョイフル・スイーツ」がディズニー・ウィッシュにオープンした。

## セラピーへの影響
『インサイド・ヘッド』シリーズの集団的な知識は、感情を物理的に表現していることから、子どもや大人が感情を理解するのに役立つため、セラピーで使用されている。メンタルヘルスの専門家たちは、このシリーズがどの感情も悪者にしていないことを称賛している。